# Comuna Davîdo-Mîkilske, Krasnodon
Davîdo-Mîkilske (în ucraineană Давидо-Микільське) este o comună în raionul Krasnodon, regiunea Luhansk, Ucraina, formată din satele Davîdo-Mîkilske (reședința), Ivanivka, Panteliivka și Vodotok.

## Demografie
Componența lingvistică a comunei Davîdo-Mîkilske
     Rusă (54,56%)
     Ucraineană (45,35%)
Conform recensământului din 2001, majoritatea populației comunei Davîdo-Mîkilske era vorbitoare de rusă (54,56%), existând în minoritate și vorbitori de ucraineană (45,35%).